# Kampti
Kampti è un dipartimento del Burkina Faso classificato come comune, situato nella provincia di Poni, facente parte della Regione del Sud-Ovest.
Il dipartimento si compone del capoluogo e di altri 113 villaggi: Bagniridouo, Bankora, Bantara, Barkpèra, Bodana, Bondomena, Boussoura, Danagnara, Danamiara, Dandgara, Danwassara, Difitara, Dindou, Dininemina, Dinkafira, Djiépèra, Donhomena, Fofora, Galgouli, Gbakonoco, Gbalara, Gbangankora, Gbantara, Gbonkolou, Gnelintara, Gongonboulo, Gongone, Gongontionao, Gon-yiora, Gotakpoulala, Gwelféléla, Guirina, Houlmana, Ihoura, Irino, Kampti-Lobi, Kilingbara, Kohinena, Kompi, Konakièra, Kongara, Koroho, Kotikora, Koulantionao, Kounkana, Koursièra, Kpantianao, Kpapira, Kparanta, Kpatoura, Kpintana, Kuekuera, Kunkuna, Larbi, Latara, Lèba, Lermitera, Logolona, Loutionao, Mamina, Mintara, Mouléra, Naboundjira, Nambira, N'dangbara, Niamina, Niamiséo, Nimpira, Niolkara, Nionboulola, Nokindjoura, Nokpadouo, Nouonkpalala, N'tompira, N'tonhela, Olkoro, Ouadaradouo, Ouarbio, Ouationao, Ouèouèrèouè, Passena, Pièna, Pola-Kampti, Poltionao, Pokarana, Poniro, Sakalao, Sambitèra, Sangbatara, Sangoulanti, Setoundouo, Sorombora, Takpouloula, Tièmana, Timbiela, Tinkakpèrèra, Tinkiro, Tintoura, Tiobiel, Tiopanawo, Tiopolo, Tiosséra, Tobinkora, Tobroura, Tognora, Tohevara, Tompéna, Tompomena, Torkora, Tormana, Torohiri, Tountana-Sèboura e Yolonhiera.